# Camille Lessard Bissonnette
Camille Lessard Bissonnette, née le 1er août 1883 à Sainte-Julie-de-Mégantic au Québec et morte le 15 décembre 1970, est une suffragette et écrivaine franco-américaine. Elle collabore au journal Le Messager de 1906 à 1938 sous le nom de plume de Liane.

## Biographie
Camille Lessard Bissonnette naît le 1er août 1883 à Sainte-Julie-de-Mégantic au Québec. Fille de Pierre Lessard et Marie Fortier, elle est la plus vieille d'une fratrie de sept. À 16 ans, elle obtient son brevet d'enseignement et devient institutrice dans une école de rang.
Au printemps 1904, elle émigre avec sa famille aux États-Unis. Elle s'établit à Lewiston (Maine), où elle est embauchée comme ouvrière à l'usine textile Continental Mills.
Lectrice du Messager, un journal trihebdomadaire desservant la population franco-américaine de Lewiston, elle écrit une réponse à un article qui lui vaudra d'être reconnue pour son talent : Le Messager lui achète deux nouvelles littéraires.
En 1908, elle devient chroniqueuse dans les pages « Chez nous » du Messager, une rubrique destinée aux femmes et dans laquelle elle écrit sur divers sujets qui concernent la vie des femmes,,. Elle y défend le droit de vote des femmes dès 1910-1911, soit deux ans avant qu'il en soit question au Canada. Ses correspondances montrent d'ailleurs une divergence entre son opinion et celle des Canadiennes françaises restées au Québec,.
En outre, notamment en raison de la barrière de la langue et de la portée de ses écrits limitée aux publics franco-américains et canadiens français, Lessard Bissonnette est une pionnière de la lutte pour le suffrage des femmes plutôt méconnue aux États-Unis. La reconnaissance de son militantisme arrive plus tard : l'organisme National Collaborative for Women's History Sites l'a identifiée dans son répertoire The National Votes for Women Trail. Elle est par ailleurs la seule femme franco-américaine figurant dans l'Online Biographical Dictionary of the Woman Suffrage Movement in the United States.
Lessard Bissonnette raconte dans Canuck l'expérience d'immigration d'une femme franco-canadienne. Originellement publié en 1930 sous forme de feuilleton dans Le Messager, Canuck est réédité sous la forme d'un roman en 1936, puis réédité une seconde fois en 1980, pour être ensuite traduit en anglais en 2006.
Camille Lessard Bissonnette meurt le 15 décembre 1970.
Janet Shideler, sa biographe, a écrit Camille Lessard Bissonnette: The Quiet Evolution of French-Canadian Immigrants in New England afin de faire connaître son engagement dans le mouvement du droit de vote des femmes en Amérique du Nord.

## Œuvres
- Camille Lessard, Canuck, Lewiston, Éditions Le Messager, 1936, 131 p. (OCLC 22424957)
- Camille Lessard Bissonnette, Canuck : un roman, Bedford (New Hampshire), National Materials Development Center for French, 1980, 131 p. (ISBN 9780911409192 (édité erroné), OCLC 301196633)
- Camille Lessard Bissonnette et Rhea Côté Robbins (dir.) (trad. Sylvie Charron et Sue Huseman), Canuck and other stories, Rheta Press, 2006, 271 p. (ISBN 978-0-9668536-2-9, OCLC 76901514)